# 웰링 유나이티드 FC

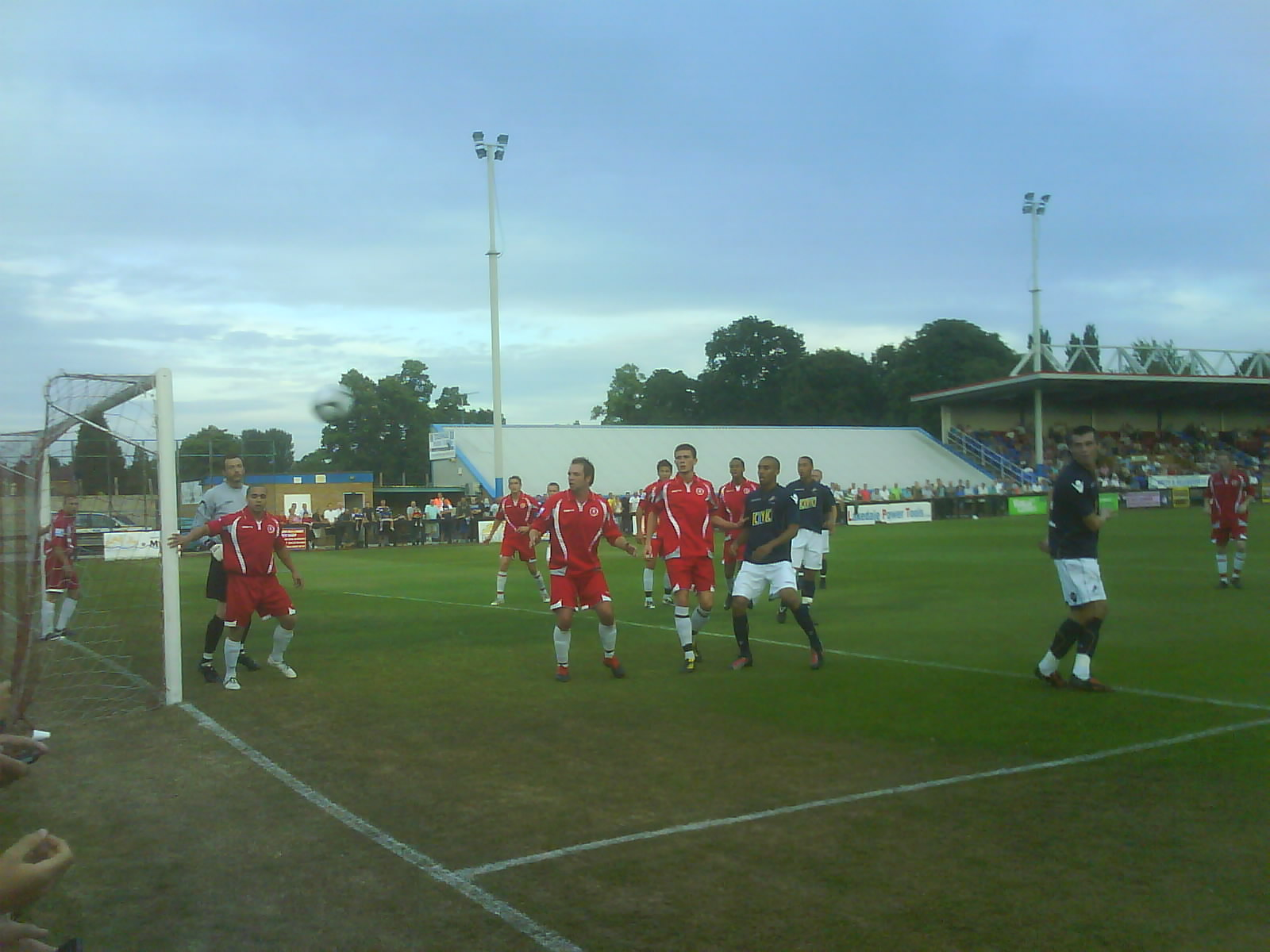

웰링 유나이티드 풋볼 클럽(Welling United Football Club)은 잉글랜드 그레이터런던 벡슬리 웰링을 연고지로 하는 축구 구단이다. 1963년 창단되었으며, 현재 잉글랜드 6부 리그중 하나인 내셔널리그 사우스에 소속되어 있다.

## 선수 명단

### 현역
- 안토니 파파도풀로스(2022 ~ )
- 트리스탄 아브라함스(2023 ~ )